# Diaphorus lawrencei
Diaphorus lawrencei är en tvåvingeart som beskrevs av Charles Howard Curran 1926. Diaphorus lawrencei ingår i släktet Diaphorus och familjen styltflugor. Inga underarter finns listade i Catalogue of Life.